# Pinacoteca Vaticana

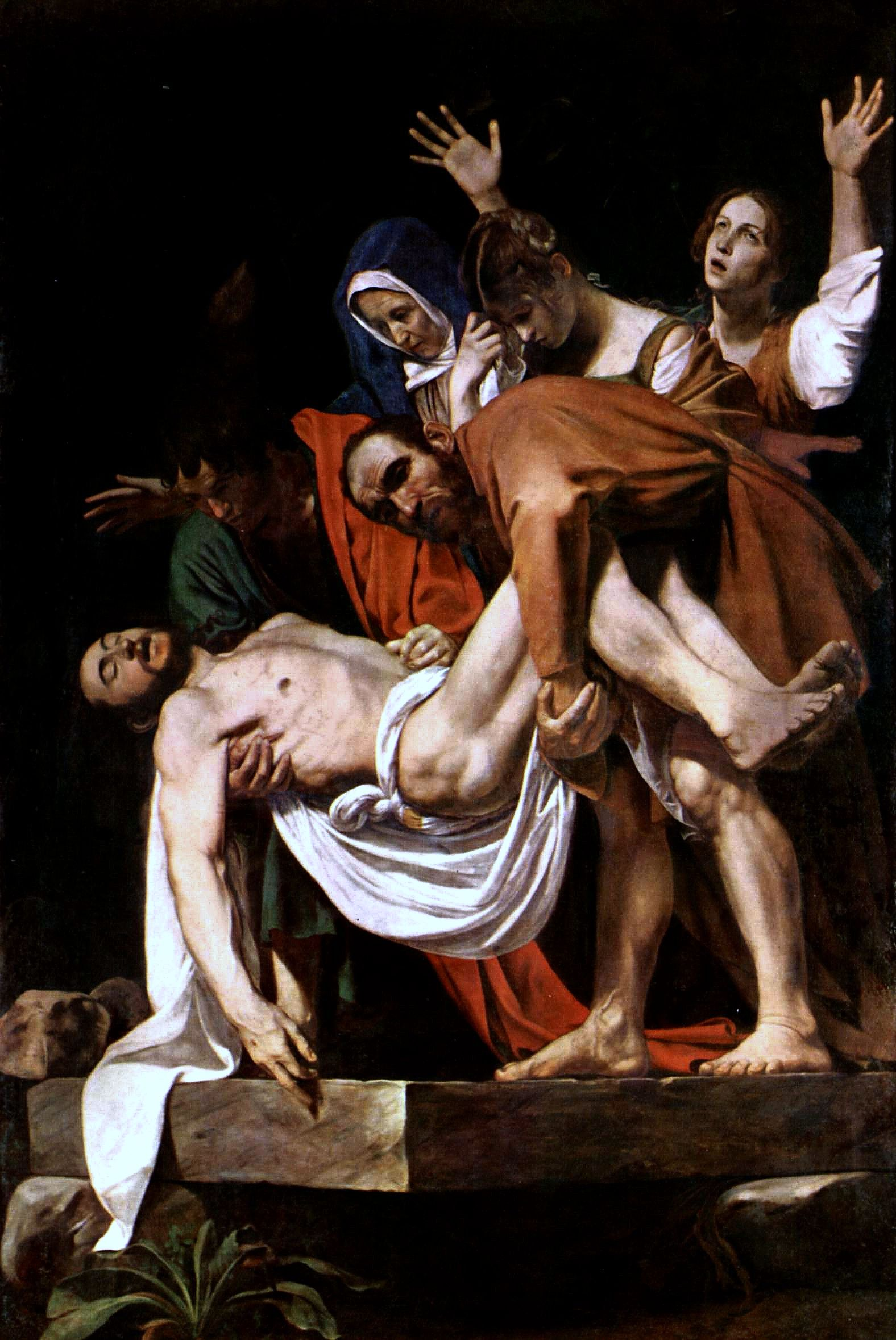
Caravaggio, La deposición

La Pinacoteca Vaticana es una galería de pinturas que forma parte de los Museos Vaticanos, situada en la Ciudad del Vaticano. Se inauguró el 27 de octubre de 1932 en un edificio de nueva planta que el papa Pío XI encargó construir al arquitecto Luca Beltrami.

## La historia
El edificio se alza dentro del Jardín Cuadrado, aislado y rodeado de senderos, y cuenta con una luminosidad natural considerada perfecta para realzar el valor estético de las obras que alberga. 
Antes de la construcción de la pinacoteca, las obras estaban repartidas entre los diferentes edificios apostólicos, debido a que no tenían una sede fija, por lo que su construcción sirvió también para resolver este problema. Pío VI consiguió crear una prestigiosa colección de 118 pinturas alrededor de 1790, pero a causa del Tratado de Tolentino, firmado por la Santa Sede y Francia en 1797, algunas de las obras más importantes fueron trasladadas a París. La pinacoteca moderna, entendida como museo público, nació después de la caída de Napoleón, en 1817, tras lo cual algunas de las obras fueron restituidas de acuerdo con las directrices del Congreso de Viena. 
Con el paso del tiempo, la colección siguió creciendo gracias a numerosas donaciones y adquisiciones, hasta alcanzar las aproximadamente 460 obras actuales, expuestas en las dieciocho salas siguiendo un orden cronológico. Las obras abarcan desde las denominadas "primitivas" (siglos XII-XIII) hasta las del siglo XIX. La colección de pinturas puede preciarse de albergar obras maestras de algunos de los mayores artistas italianos, como Giotto, Rafael, Leonardo y Caravaggio.

## Las salas

### Sala I (Nicolò y Giovanni)
La sala alberga obras de los llamados "primitivos" italianos, artistas de la época medieval. Se trata mayoritariamente de tablas al temple, entre las que destaca en especial el Juicio final de Nicolò y Giovanni, artistas de la escuela romana de la segunda mitad del siglo XII. La tabla tiene forma circular y base rectangular, y procede del oratorio de San Gregorio Nacianceno de la iglesia de Santa Maria in Campo Marzio, de Roma. 
La representación iconográfica está dividida en cinco fajas superpuestas, cada una con su inscripción explicativa. En la parte superior, aparece Cristo Pantocrátor entre ángeles y serafines. En la segunda faja, Jesús orante con vestiduras sacerdotales, entre los Apóstoles y frente a un altar con los instrumentos de la Pasión. La tercera se compone de tres escenas distintas: a la izquierda, Dimas, el llamado "buen ladrón", con una cruz en la mano, precede a San Pablo, que guía a los resucitados; luego, la Virgen María y San Esteban, intercediendo por los Santos Inocentes; y, por último, la ilustración de las Siete Obras de Misericordia sintetizadas en tres acciones (vestir al que está desnudo, visitar a los presos, dar de beber a los sedientos). Debajo, la resurrección de los cuerpos: a la izquierda, se muestra a los que están siendo devorados por las fieras y los peces; a la derecha, los sepultados; y, en el centro, las alegorías de la Tierra y del Mar. En la parte inferior, se ilustra el Infierno con los condenados y la Jerusalén Celeste (el Paraíso) con la Virgen rodeada de dos santos y de los elegidos. Debajo de la Virgen, están representadas las comitentes de la obra, dos monjas que la inscripción identifica como "Domna Benedicta ancilla Dei" y "Constantia abbatissa". 
A excepción de esta obra y del Tríptico Stefaneschi (Sala II), todas las tablas que albergan las dos primeras salas de la Pinacoteca provienen de la colección de la Biblioteca Vaticana.

### Sala II (Giotto)
En esta sala se exponen obras de la época de Giotto y del gótico tardío, entre las que se encuentra una de las mayores obras maestras que se conservan en la Pinacoteca Vaticana, el Tríptico Stefaneschi, obra de Giotto y ayudantes, proveniente de la antigua basílica de San Pedro. Este políptico, compuesto de tres paneles y una predela pintada por ambos lados, fue encargado hacia 1320 por el cardenal Jacobo Stefaneschi para el altar mayor de la basílica.
Anverso: en el centro, San Pedro en su trono rodeado de ángeles y oferentes (Jacobo Stefaneschi, presentado por San Jorge, y el papa Celestino V, con hábito monacal, presentado por San Silvestre, ofrecen el modelo del tríptico y un manuscrito a San Pedro); en los laterales, Santiago Apóstol y San Pablo a la izquierda y San Andrés y San Juan Evangelista a la derecha. En la predela, el único panel que ha perdurado muestra a San Esteban y otros dos santos. 
Reverso: en el centro, Cristo en su trono con ángeles y un oferente a sus pies (el mismo Stefaneschi); a los lados, la crucifixión de San Pedro y la decapitación de San Pablo. Los tres paneles de la predela presentan a la Virgen en su trono con el niño Jesús y rodeada de ángeles, así como a San Pedro y a Santiago Apóstol en el centro, con cinco apóstoles a cada lado. 
Entre las obras presentes en esta sala también se encuentra el Redentor bendiciendo, pintura de dimensiones reducidas (se trata probablemente de la parte alta de un políptico con forma de cúspide) atribuida a Simone Martini, un artista de Siena de la primera mitad del siglo XIV que es considerado uno de los mayores innovadores del arte medieval tardío.

### Sala III (Beato Angelico)

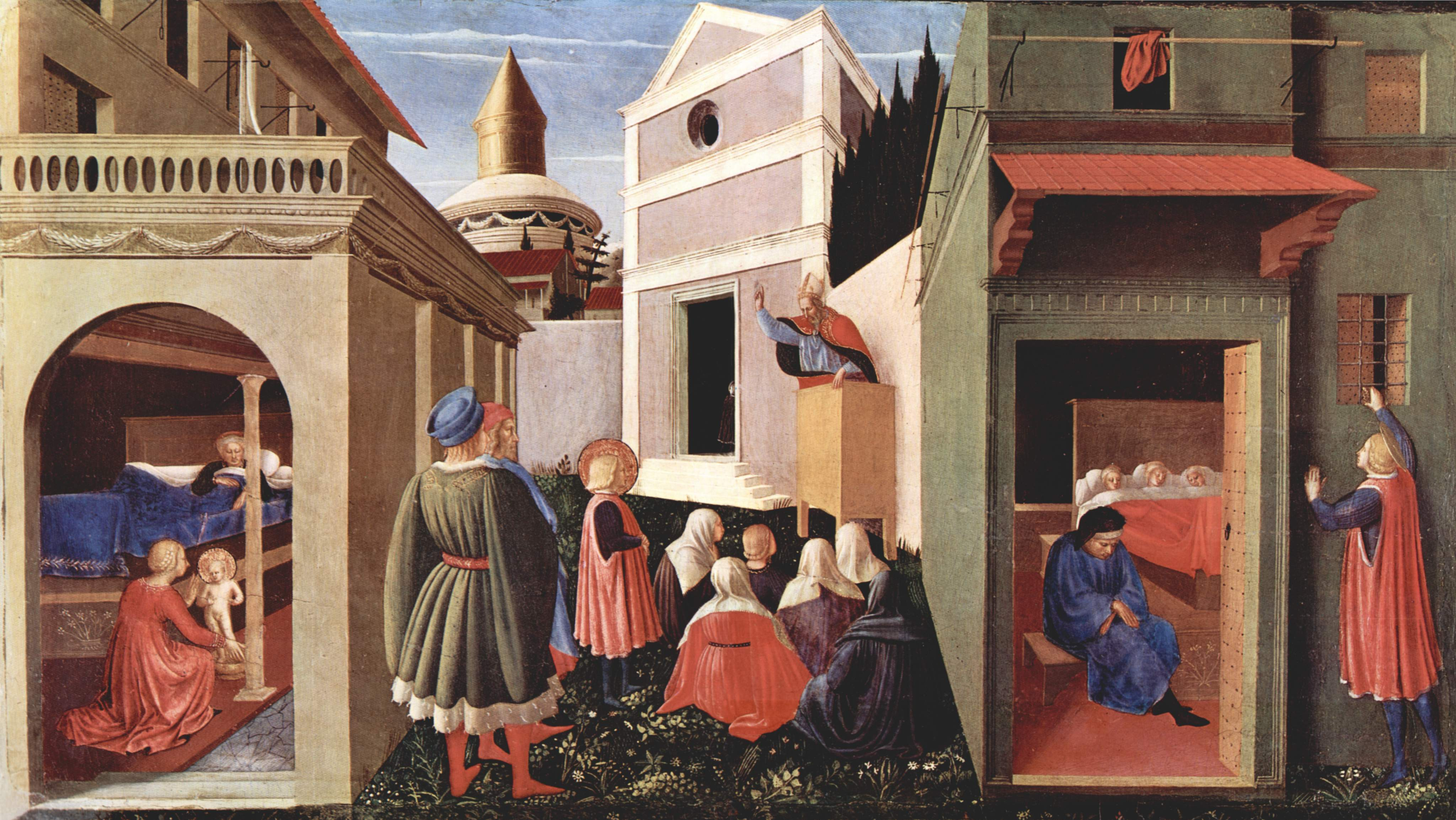
Beato Angelico,Escena de la vida de San Nicolás de Bari.

La sala contiene mayoritariamente obras de Filippo Lippi, Beato Angelico y Benozzo Gozzoli. De Filippo Lippi y sus ayudantes es el gran tríptico con la Coronación de la Virgen, San Juan y San Benedicto o Coronación Marsuppini, que fue concluido alrededor de 1460 para la capilla de San Bernardo en el convento de las monjas Olivetanas de Arezzo. En la composición figuran Gregorio Marsuppini y su hijo Carlo (quien encargó la obra) en calidad de donantes, invitados por San Gregorio y por monjes santos a la contemplación del evento.
A Beato Angélico se atribuyen las Historias de San Nicolás de Bari, pintadas en la predela de un gran tríptico realizado alrededor de 1437 para la capilla de San Nicolás de la basílica de Santo Domingo y que actualmente se encuentra en la Galería Nacional de Umbría en Perusia. Uno de los dos paneles que se conservan en la Ciudad del Vaticano reproduce el Nacimiento y la Advocación del Santo y la Dádiva a las tres niñas pobres y, el otro, a San Nicolás reuniéndose con el mensajero imperial, el Salvamento de un cargamento de trigo para la ciudad de Mira y el Milagro de una nave que se salva del naufragio. 
De Gozzoli es La Virgen entregando la cinta a Santo Tomás, conocida como Virgen de la Cinta, pintada en 1452 para el altar principal de la iglesia colegial de San Fortunato de Montefalco. El retablo representa a la Virgen sentada sobre las nubes y rodeada de ángeles y querubines, con el santo a sus pies; en la predela, de izquierda a derecha, se reproducen seis episodios de la vida de María: el Nacimiento de la Virgen, la Anunciación, el Desposorio, la Natividad del Señor, la Disputa en el Templo y la Muerte de la Virgen.

### Sala IV (Melozzo da Forlì)

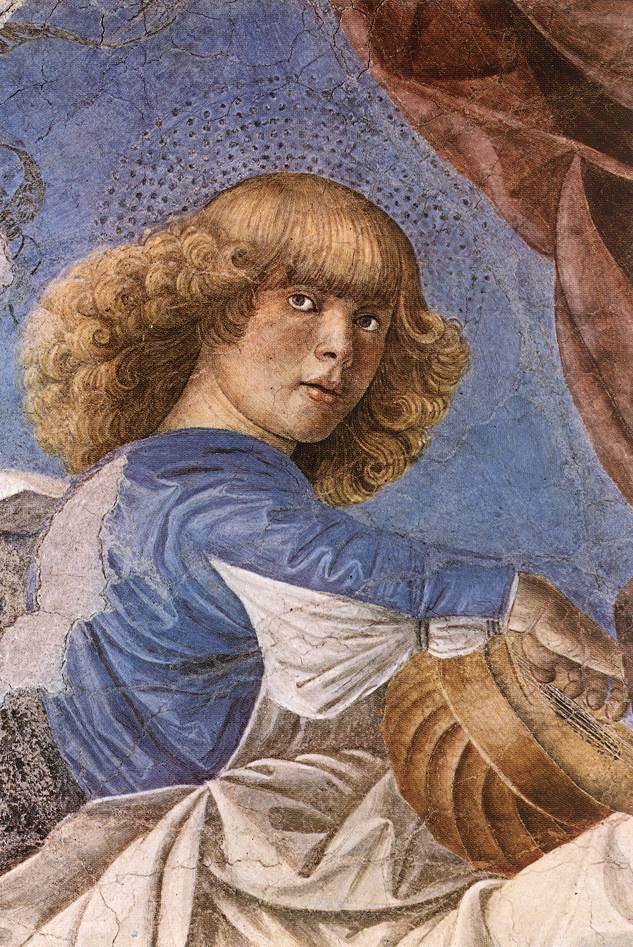
Melozzo da Forlì, Ángel tocando el laúd.

La sala está reservada a las obras de Melozzo da Forlì y de su ayudante Marco Palmezzano. Debemos a Melozzo el magnífico fresco dedicado a Sixto IV y a Platina, reproducido sobre tela en las salas de la Biblioteca Apostólica Vaticana que el pontífice fundó en 1475. El cuadro constituye el episodio central del ciclo de pinturas encargadas también a Antoniazzo Romano y a los hermanos Davide y Domenico Ghirlandaio para la decoración de esta sede, y representa al papa Sixto IV sentado en su trono, otorgando a un arrodillado Bartolomeo Sacchi, apodado “Platina” su nombramiento como primer prefecto de la Biblioteca. Junto al vicario de Cristo se sitúan los cardenales nepotes Pietro Riario (conocido como el protonotario Raffaele) con Giuliano della Rovere, en hábito cardenalicio (futuro papa Julio II) y sus sobrinos laicos Giovanni della Rovere y Girolamo Riario.
Al mismo artista se atribuyen también los célebres fragmentos de Ángeles músicos y Cabezas de los Apóstoles, procedentes junto con La Bendición del Redentor expuesta en el Palacio del Quirinal, del fresco absidal realizado en torno a 1480 en la Basílica de los Santos Apóstoles de Roma. 

### Sala V (Ercole de' Roberti)
Esta sala conserva obras pertenecientes a pintores italianos y extranjeros del siglo XV, pinturas en lienzo y tabla, además de una terracota vitrificada realizada al temple o al óleo, entre las que destacan Los Milagros de San Vicente Ferrer de Ercole de' Roberti y la más tardía Piedad de Lucas Cranach el Viejo, procedente del convento de Kreuzlingen de los Canónicos Regulares de San Agustín. La obra de' Roberti constituye la predela o parte inferior del retablo realizado por su maestro Francesco del Cossa hacia el año 1473 para la capilla Griffoni de la iglesia de San Petronio de Bolonia, que fue desmembrado a finales del siglo XVIII. Los milagros se narran en sucesión lineal, sin solución de continuidad en la unidad espacio-temporal: San Vicente sana a una lisiada, resucita a una acaudalada judía española, salva a un niño de una casa en llamas, resucita a un niño muerto a manos de su madre demente y, por último, cura a un hombre herido en una pierna.

### Sala VIII (Rafael)

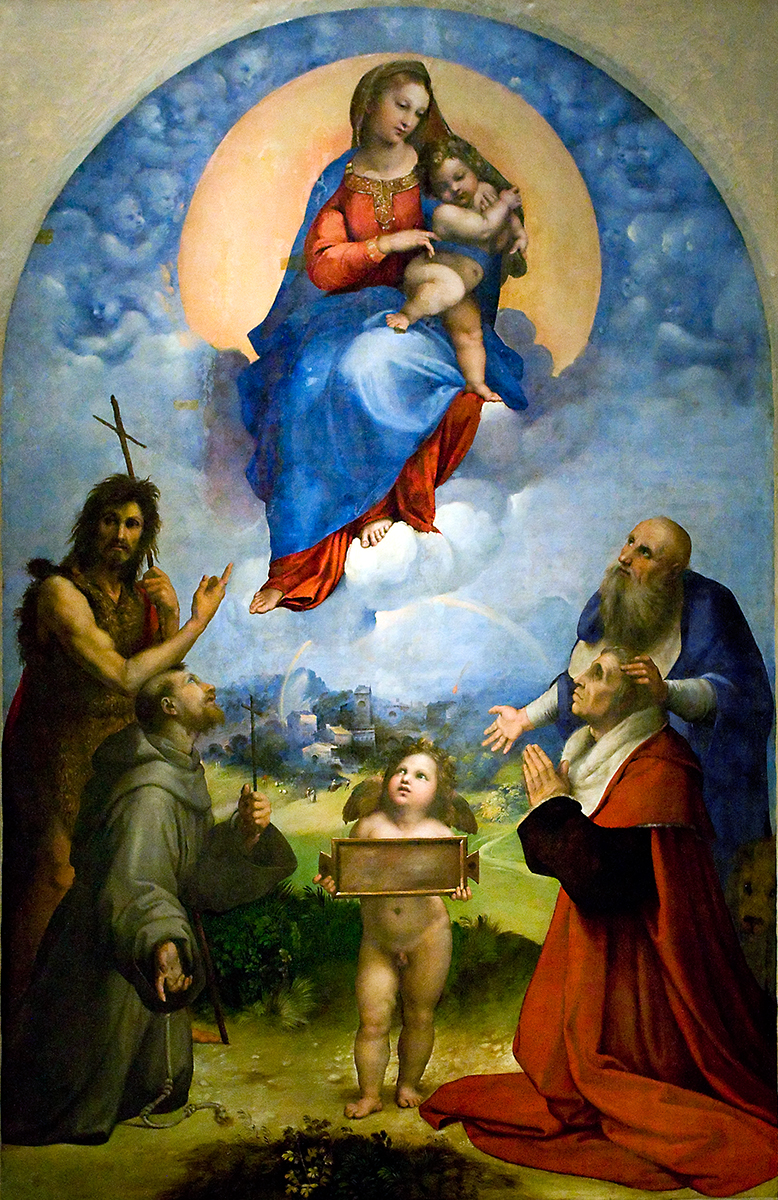
Rafael Sanzio,Virgen de Foligno.

La sala acoge íntegramente obras de Rafael, rodeadas de tapices colgados de las paredes, realizados sobre cartones diseñados por el artista y por su escuela. En el centro de la sala, se pueden contemplar tres retablos del maestro de Urbino realizados mediante la técnica de temple sobre tabla: La coronación de la Virgen (o “Retablo de los Oddi”), aproximadamente de 1503, proveniente de la capilla de la familia Oddi en la iglesia de San Francesco al Prato de Perugia; la Virgen de Foligno, aproximadamente de 1511, rebautizada de esta forma después de su traslado de la iglesia de Aracoeli de Roma a la iglesia del monasterio de Sant’Anna delle Contesse de Foligno (estas dos primeras obras fueron reproducidas sobre tela); y, finalmente, la Transfiguración, de 1520.
La primera obra representa a Cristo coronando a la Virgen María rodeado de ángeles músicos en lo alto, y en la parte baja a los apóstoles en torno a la tumba en la que han crecido flores, observando el evento; la predela ilustra tres episodios de la infancia de Cristo: la Anunciación, la Adoración de los Reyes Magos y la Presentación al Templo.
La segunda muestra a San Jerónimo presentando a un arrodillado Sigismondo dei Conti (comitente de la obra) ante la Virgen sentada en la gloria, agradecido por haber salvado su casa de la caída de un rayo (episodio representado sobre el fondo de la pintura).
La tercera es representativa del período tardío de Rafael: en alto, Cristo transfigurado entre Moisés, Elías, Pedro, Juan y Jacobo, mientras, en el registro inferior, el episodio del encuentro entre un niño endemoniado y los apóstoles; tema implícito es el de la gracia sólo alcanzable con la fe, aquí representada por la mujer arrodillada en primer plano.

### Sala IX (Leonardo)
La sala, de reducidas dimensiones, acoge obras de Leonardo da Vinci y de varios autores del Cinquecento. De Giovanni Bellini es el cuadro Dolor por el Cristo muerto con los santos José de Arimatea, Nicodemo y María Magdalena, parte superior de un retablo realizado aproximadamente en 1474 para el altar mayor de la iglesia de San Francisco de Pésaro y que hoy está conservado en el Museo Municipal de dicha ciudad. En la solemne composición aparecen las figuras de María Magdalena, Nicodemo y José de Arimatea en torno al Cristo yacente.
El cuadro más conocido es, sin embargo, el monocromo o grisalla San Jerónimo, de Leonardo, óleo sobre tabla, de finales del siglo XV, y perteneciente al primer periodo florentino del artista. El santo aparece arrodillado y con la cabeza inclinada hacia un lado; su cuerpo, enjuto e implorante, personifica la ascesis y la mortificación; a sus pies tiene un famélico león, del cual queda rastro de su silueta, y al fondo se puede ver la fachada de la iglesia florentina de Santa Maria Novella. A la muerte del artista, la pintura seguía inacabada; fue fragmentada en varias partes y más tarde, a finales del siglo XVIII, recompuesta gracias al afortunado hallazgo de los fragmentos, destinados a servir de cubierta de un cofre en el almacén de un trapero y de tabla de banqueta de un zapatero.

### Sala X (escuela de Rafael y pintura véneta)
La sala acoge óleos sobre tela y sobre tabla, de refinada ejecución, de Tiziano Vecellio y de la pintura véneta del Cinquecento.
De Tiziano son el Retrato del Dux Niccolò Marcello, de 1542 aproximadamente, procedente de la colección Aldovrandi de Bolonia, y la Virgen con el Niño y santos, de 1535 aproximadamente, más conocida como "Madonna dei Frari" por su proveniencia del oratorio de la iglesia de San Niccolò della Lattuga situada en el Campo dei Frari de Venecia. Este retablo, realizado sobre tabla y luego reproducido sobre tela, está dividido en dos niveles: en alto, la Virgen con el Niño y los ángeles, y en la parte inferior los santos Catalina de Alejandría, Nicolás, Pedro, Antonio de Padua, Francisco y Sebastián.
Veronese es autor de dos obras provenientes de la colección Pío de Saboya: la Alegoría de las Artes Liberales, tela con particular forma octogonal (posible decoración de un techo), realizada en torno a 1551, y la Visión de Santa Elena, de 1580 aproximadamente, cuadro dedicado a la visión en sueños de la santa que según la leyenda llevó al hallazgo de la Santa Cruz.